# エマニュエル・フレミエ
エマニュエル・フレミエ（Emmanuel Frémiet、1824年12月6日 - 1910年9月10日）はフランスの彫刻家である。主に動物を題材にした彫刻や騎馬人物像で知られる。

## 略歴
パリで生まれた。芸術家の家系で、従姉のソフィー・フレミエ(Sophie Frémiet: 1797-1867)は画家で、1821年に有名な彫刻家のフランソワ・リュード(1784-1855)と結婚していた。ソフィーから支援を受け、幼い頃から芸術的才能を示し、13歳で、パリの国立高等装飾美術学校に入学し、16歳で動物画などを描いた博物画家のジャック＝クルストフ・ウェルネール(Jacques-Christophe Werner)の弟子になり、リトグラフの制作に従事し、パリの動植物園で動物の研究をし、死んだ動物の解剖に参加し、体の構造を研究した。
19歳の1943年に、パリのサロンにガゼルの彫刻を出展し、翌年、自分の鋳造所を作り、小型のブロンズの動物彫刻を制作し出展するようになった。パリのサロンで何度も賞を得た。1849年に最初の公共施設のための彫刻の注文を受け、その後も国やパリ市から注文を受けて作品を制作した。1855年から1859年の間に何度か　皇帝ナポレオン3世の騎馬像を作成した。1870年の普仏戦争中のパリから離れたが、パリに戻った後、自宅や工房が略奪されているのを目にしなければならなかった。
1875年にパリ植物園の植物画の教授に推薦され、ルーブル美術館の彫刻部門の監督や、動物彫刻の教師としても働いた。1878年にレジオンドヌール勲章（オフィシエ）を受勲した。

## 作品

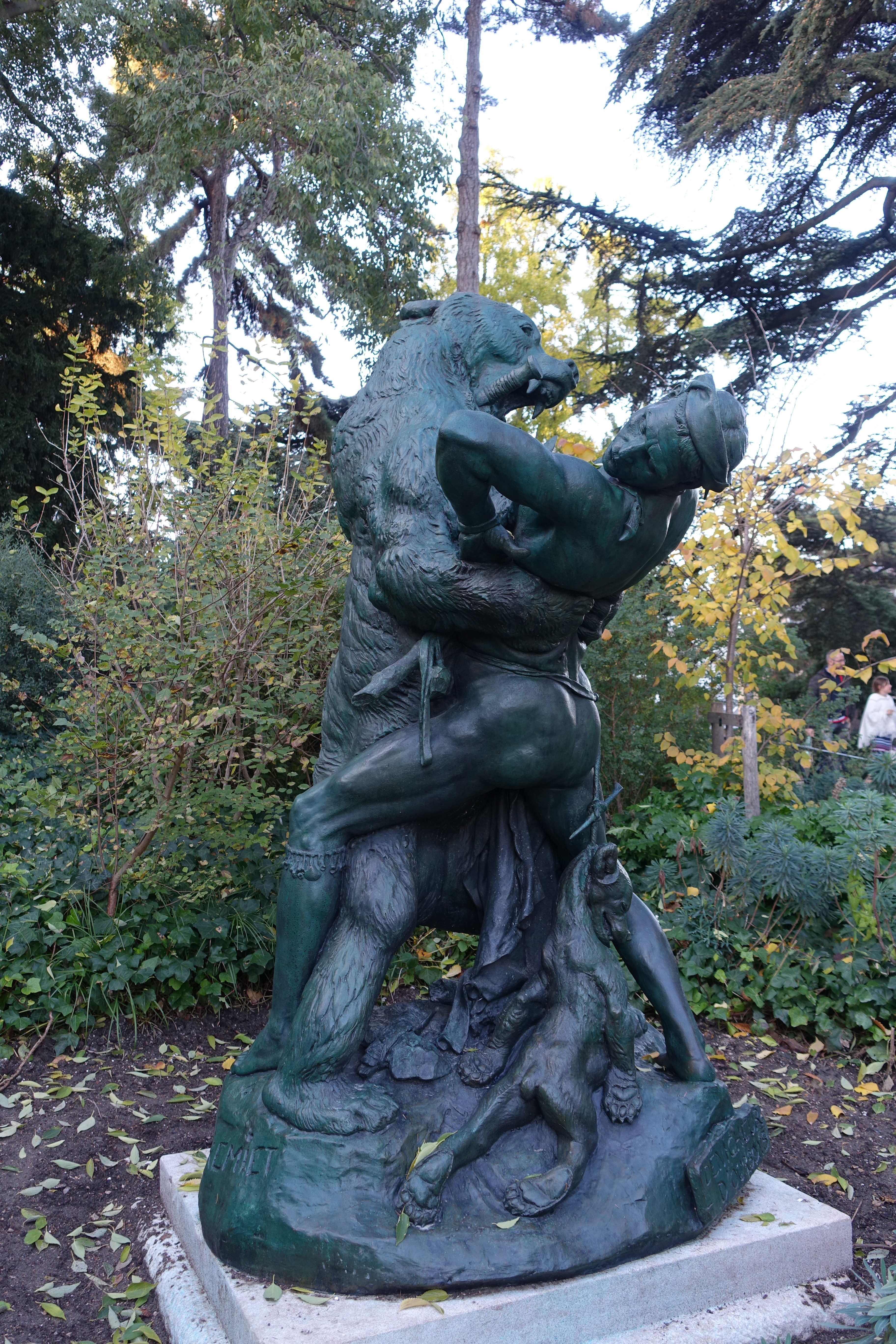
熊と戦う狩人、パリ植物園
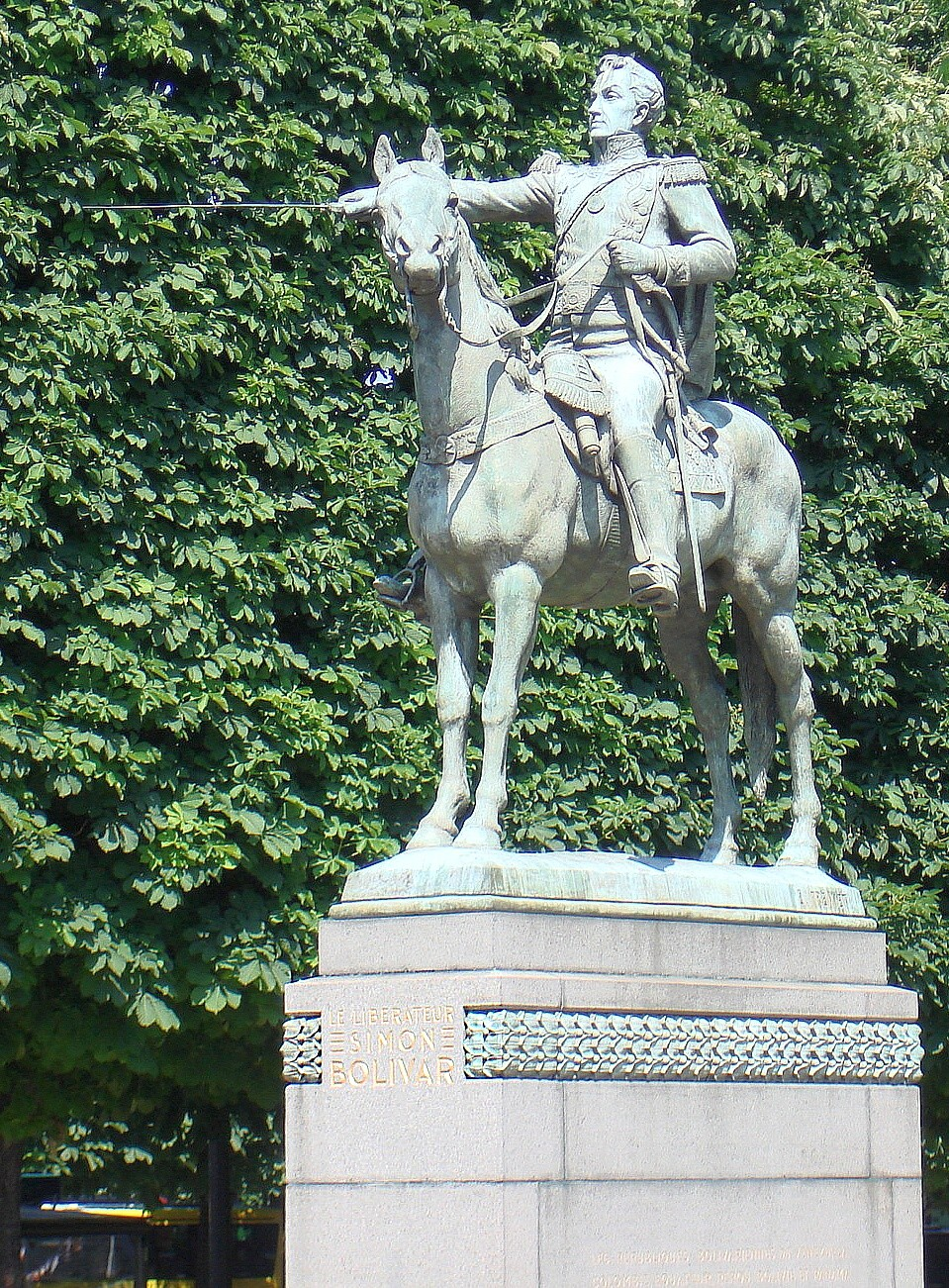
シモン・ボリバルの騎馬像
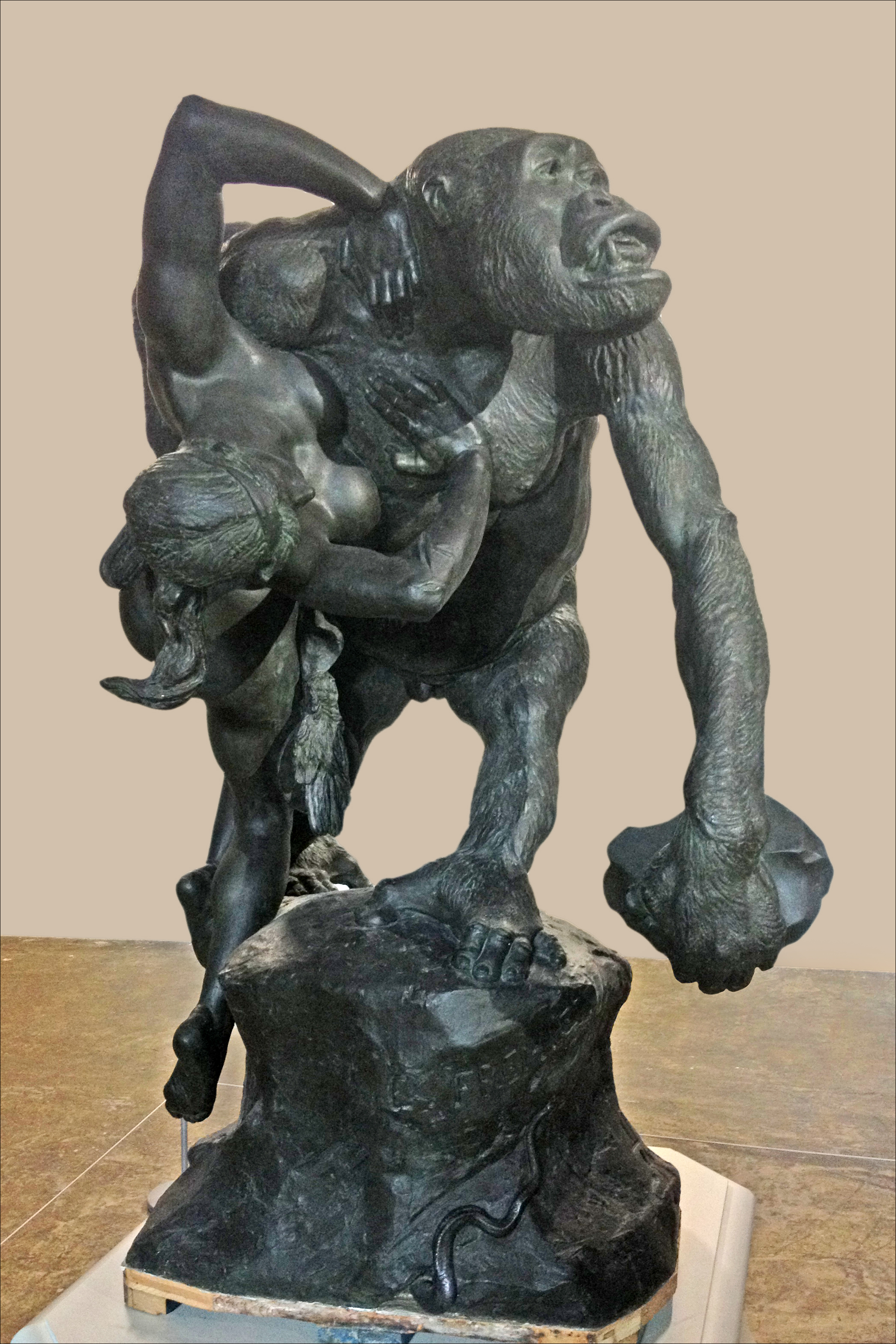
女性をさらうゴリラ、ナント美術館
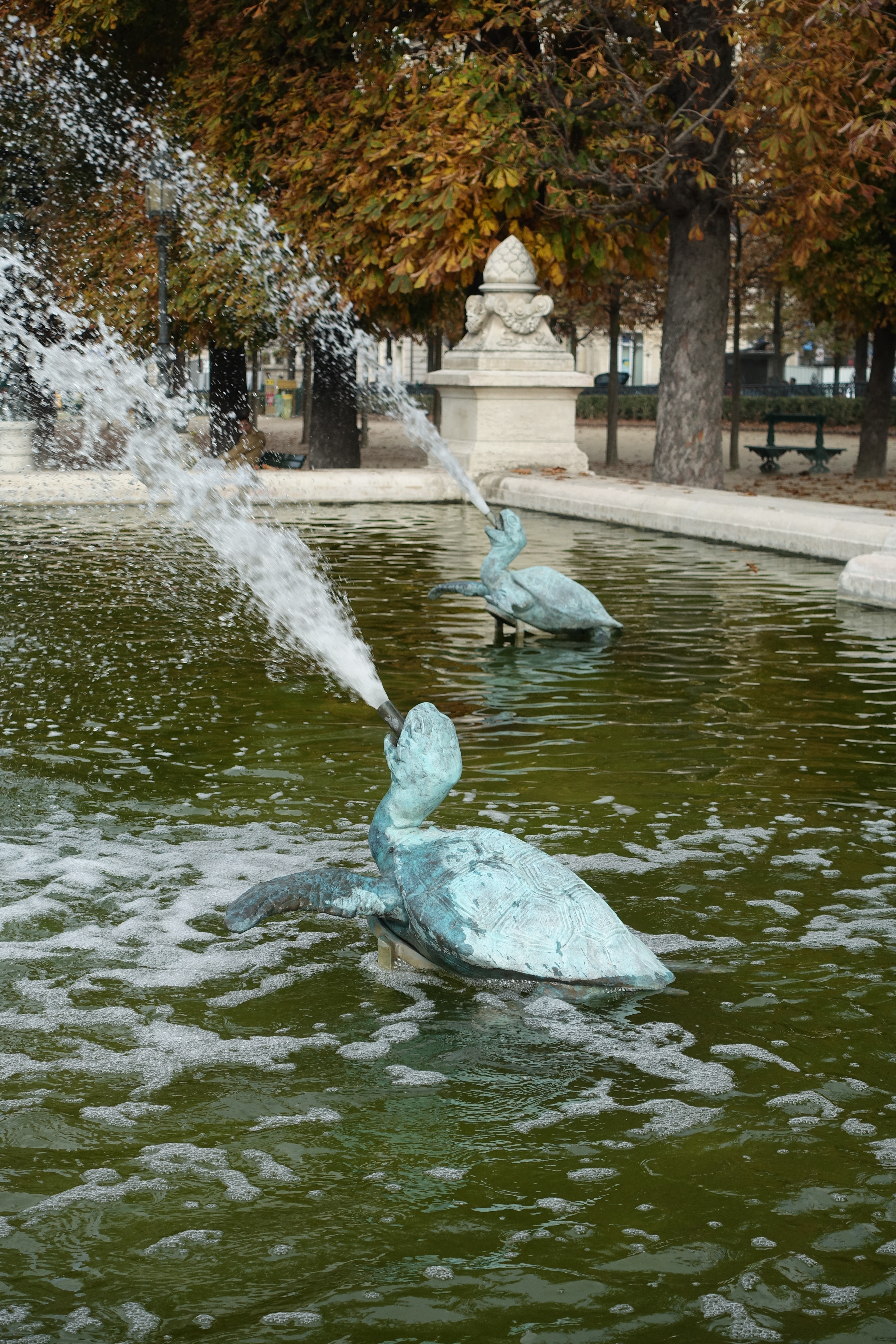
リュクサンブール公園の天文の泉の亀